# 1017
Évszázadok: 10. század – 11. század – 12. század
Évtizedek: 960-as évek – 970-es évek – 980-as évek – 990-es évek – 1000-es évek – 1010-es évek – 1020-as évek – 1030-as évek – 1040-es évek – 1050-es évek – 1060-as évek
Évek: 1012 – 1013 – 1014 – 1015 –  1016 – 1017 – 1018 – 1019 – 1020 – 1021 – 1022

## Események
- Anglia felosztása grófságokra.
- I. (Nagy) Knut angol király és Normandiai Emma házassága.
- Német–orosz szövetségkötés Lengyelország ellen.

## Születések
- október 29. – III. Henrik német-római császár († 1056).
- az év folyamán – I. Harold angol király († 1040)